# Experiment in Terror
Experiment in Terror is een Amerikaanse thriller uit 1962 onder regie van Blake Edwards. De film is gebaseerd op het boek Operation Terror van Mildred Gordon en Gordon Gordon; zij leverden ook het scenario.

## Plot
Op een late avond keert bankbediende Kelly Sherwood terug naar haar huis in een buitenwijk van San Francisco en wordt in haar garage belaagd door een onbekende man met een diepe stem, die haar de opdracht geeft om $100.000,- te stelen van de bank waar ze werkt. Als ze niet luistert, zal hij haar jonge zus Toby om het leven brengen. Desondanks neemt ze contact op met FBI-agent John Ripley, die de zaak op zich neemt. Hij ontvangt telefoontjes van een onbekende vrouw die impliceert dat ze bij de misdaad is betrokken, maar de vrouw in kwestie wordt door Sherwoods belager vermoord voordat ze in detail kan gaan. Ondertussen blijft Sherwood dreigtelefoontjes ontvangen.
Na verloop van tijd wordt de belager door de FBI geïdentificeerd als Garland Humphrey 'Red' Lynch, een bekende van de politie die in het verleden al is veroordeeld vanwege verkrachting, oplichterij, aanranding, gewapende overval en moord. Ze sporen zijn vriendin Lisa Soong op, wier zesjarige zoon onlangs een nieuwe heup heeft gekregen. Red betaalt hier voor de medische kosten. Ripley is ervan overtuigd dat Soong weet waar Red zich bevindt, maar zij houdt haar mond stevig dicht. Ripley weet enige informatie bij het zoontje los te trekken.
Uiteindelijk krijgt Sherwood een tijdstip en locatie doorgegeven om het geld naartoe te brengen. Om er zeker van te zijn dat ze het geld zal stelen, ontvoert Red haar zus op klaarlichte dag en houdt haar gevangen in een kelder. Sherwood steelt het geld en gaat naar Candlestick Park. De FBI zit Red op de hielen, en weten Toby's locatie te traceren. Ze wordt ongedeerd aangetroffen. Ondertussen brengt Sherwood het geld naar Red. Ripley weet hen te spotten en zet de achtervolging in, waarbij Red uiteindelijk noodlottig wordt doodgeschoten.

## Rolverdeling
| Acteur          | Personage                    |
| --------------- | ---------------------------- |
| Glenn Ford      | John "Rip" Ripley            |
| Lee Remick      | Kelly Sherwood               |
| Stefanie Powers | Toby Sherwood                |
| Ross Martin     | Garland Humphrey "Red" Lynch |
| Roy Poole       | Brad                         |
| Ned Glass       | Popcorn                      |
| Anita Loo       | Lisa Soong                   |
| Patricia Huston | Nancy Ashton                 |

## Achtergrond
De rechten van het boek van de Gordons werd door Columbia aangekocht voor $112.500,-. Regisseur Blake Edwards werd aangetrokken door de kleur en mysterie van San Francisco, en stond erop dat de film op locatie zou worden opgenomen. Actrice Stefanie Powers omschreef in haar biografie de prettige omstandigheden waarin de film werd opgenomen, en uitte haar adoratie voor Lee Remick. Ze schreef dat Glenn Ford enkel zijn contractuele verantwoordelijkheden naleefde, en dat hij de film liever niet wilde maken.
De film wordt tegenwoordig het best onthouden vanwege de openingsscène, waarin Remick in haar garage wordt belaagd door haar stalker. Moderne filmcritici prezen de frisse allure van de film, die te danken is aan de personages: hoewel Sherwood het slachtoffer is in het verhaal, neemt ze geen slachtofferrol aan; daarnaast is FBI-agent Ripley realistisch over de mogelijkheid dat de Sherwoods het incident niet zullen overleven, een ongewone houding in films uit deze tijd.
Hoewel de film kritiek kreeg voor de tijdsduur van net meer dan twee uur, waren de recensenten positief gesteld over het resultaat. De recensent van Het Vrije Volk  schreef over een "magnifiek slot", maar bekritiseerde Blake Edwards voor zijn oog voor detail, dat ten koste ging van de "ordelijke verteltrant" ("Er blijven heel wat dingen te raden over"). Ross Martin werd genomineerd voor een Golden Globe in de categorie "Beste Mannelijke Bijrol".